# Pont des Invalides
A Pont des Invalides (magyarul: Invalidusok hídja) egy párizsi ívhíd a Szajna felett, amely a VII. és VIII. kerületeket köti össze. Nevét a közelben található Invalidusok sétányáról (franciául: Esplanade des Invalides) kapta. Mivel a sétány a III. Sándor híddal folytatódik, ezért a Párizst kevésbé ismerők gyakran összetévesztik a két hidat.
A következő híd a folyón felfelé a Pont Alexandre-III, lefelé pedig a Pont de l’Alma.

## Története

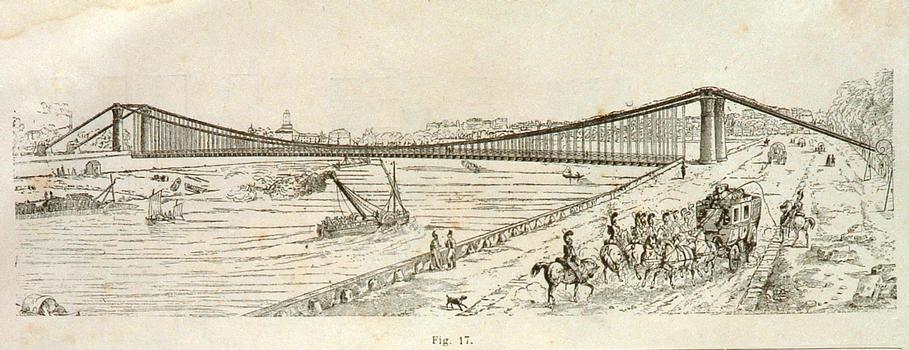
Navier hídja a mai Pont Alexandre-III helyén

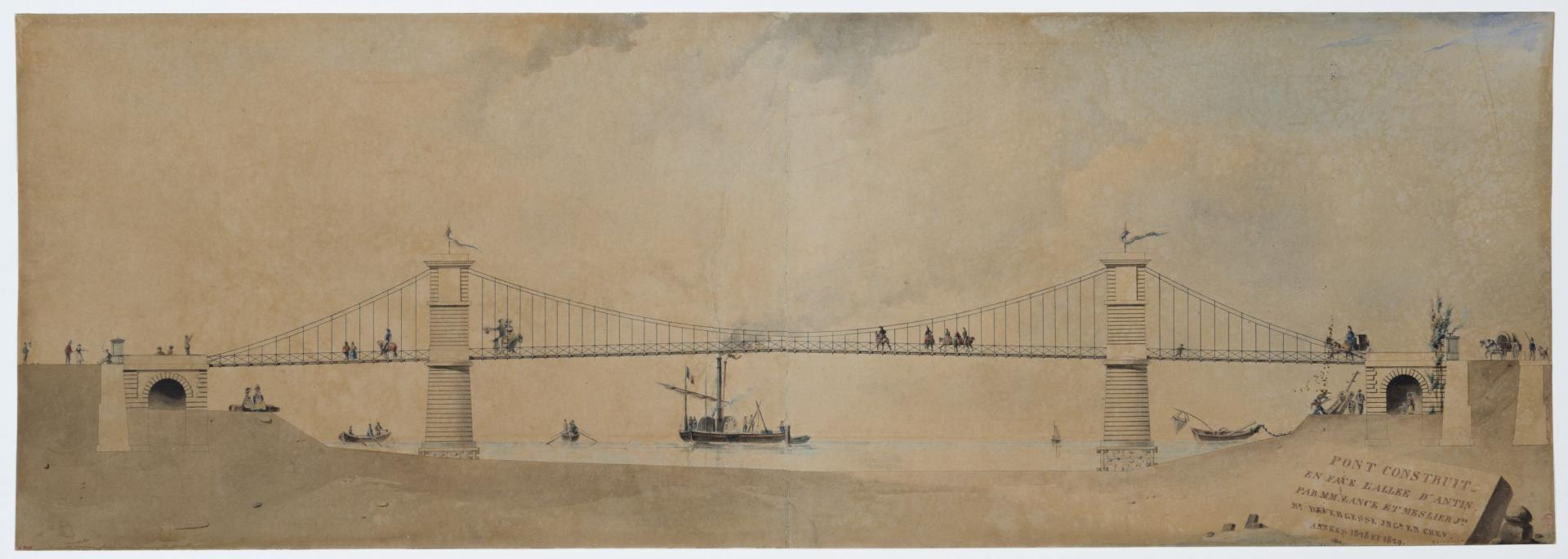
Az 1828–1829 között épült híd rajza

Az első Invalidusok hídja eredetileg az Invalidusok háza-Invalidusok sétánya tengelyen állt. 1821-ben Claude Navier mérnök egy forradalmian új módszerrel készülő hidat tervezett a mai Pont Alexandre-III helyére. Ennek munkálatai 1824-ben ugyan megkezdődtek, azonban talajrepedések és csuszamlások miatt felfüggesztették az építkezést és 1826-ban lebontották a hidat.
Az Invalidusok házának láthatóságáért aggódók miatt a városvezetés úgy döntött, hogy a folyón kissé lejjebb épül majd egy új híd.
Ez egy háromrészes, két vízben álló és egy-egy 20 m magasságú portikusszal folytatódó pillérrel megépült függőhíd volt, amelyet 1829-ben fejeztek be Marie Fortuné de Vergès és Bayard de la Vingtrie tervei alapján. Mivel a Pont de l’Allée d’Antin néven ismert híd szerkezete hamar elöregedett, 1850-től korlátozni kellett az áthaladó forgalmat.
1854-ben végül lebontották, hogy az 1855-ös világkiállításra egy új épüljön a helyébe. Paul-Martin Gallocher de Lagalisserie és Jules Savarin építészek felhasználták a meglévő pilléreket, és egy harmadik hozzáadásával kialakították a ma is látható négynyílásos szerkezetet. A kőből megépült híd új pillérét két allegorikus alkotás díszíti: a keleti oldalon La Victoire terrestre (A szárazföldi győzelem) Nicolas-Victor Vilain-től, a nyugati oldalon pedig a La Victoire maritime (A tengeri győzelem) Georges Diebolt-tól. A régi pilléreket katonai trófeák és címerek domborművei díszítik, melyeket Astyanax-Scévola Bosio készített.
A hidat 1855. október 1-jén adták át hivatalosan, de csak 1856-ban indult meg rajta a forgalom.
Az erős szerkezete ellenére a híd 1878-ban 25–30 centimétert süllyedt, és 1880 telén két íve is megrongálódott a jégzajlástól. A hibákat még abban az évben kijavították, és csak 1956-ban került sor nagyobb átépítésre, amikor a járdákat szélesítették.
Az 1900-as világkiállítás idején egy gyaloghíd épült a Pont des Invalides mellé a folyón lefele.

## Megközelítése
A hídhoz legközelebb eső metróállomások a Champs-Élysées – Clemenceau, az Invalides, az Alma - Marceau és a La Tour-Maubourg. A hídnál találkoznak északon az Avenue Franklin-D.-Roosevelt, a Rue François-Ier, a Cours Albert-Ier és a Cours la Reine, délen pedig a Quai d’Orsay és a Boulevard de la Tour-Maubourg utak.
A hídfőknél négy kikötő is található: északon a Port de la Conférence és a Port des Champs-Élysées, délen pedig a Port des Invalides és a Port du Gros-Caillou biztosít kikötési lehetőséget a hajóknak.

## Galéria

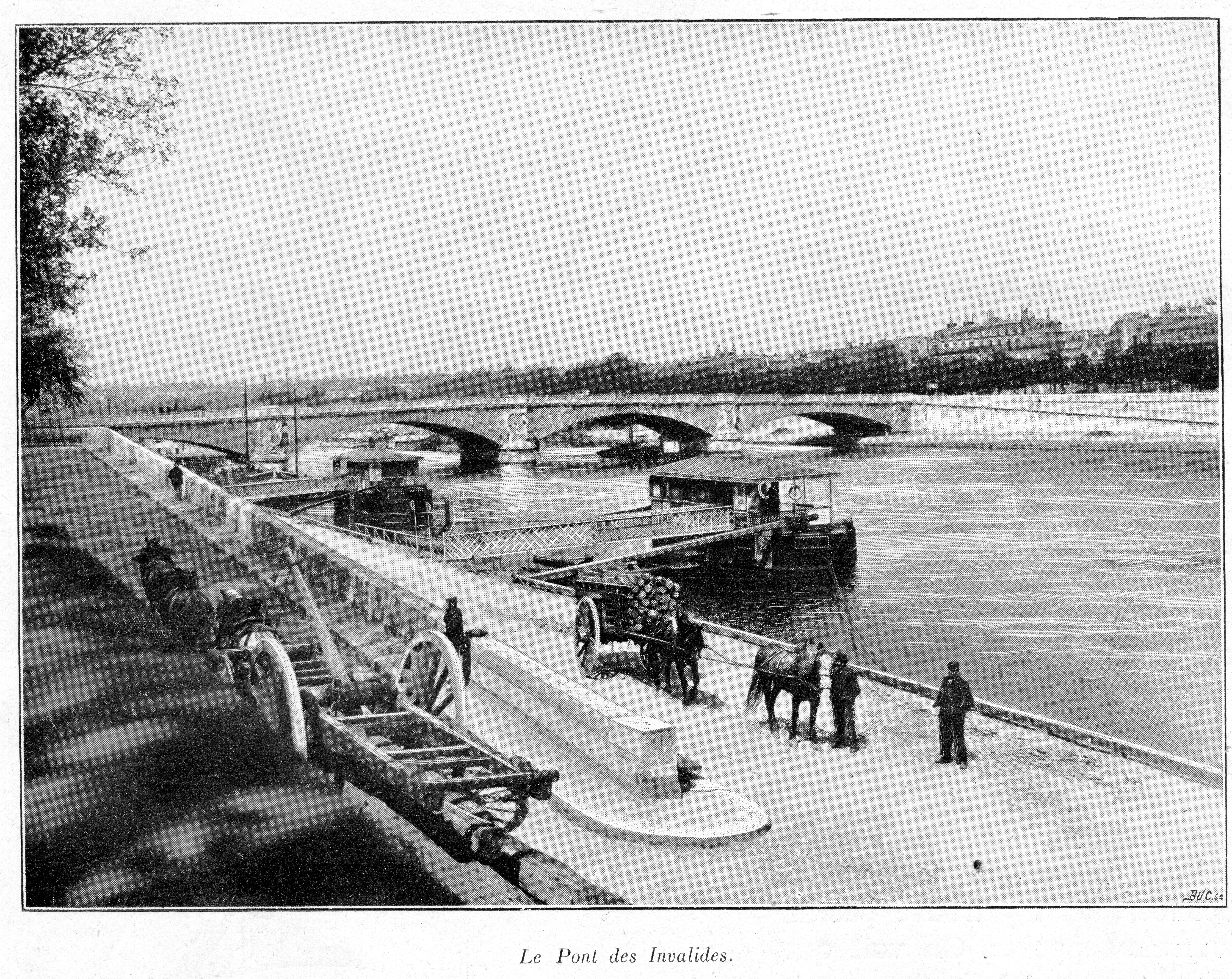
A Pont des Invalides 1897-ben
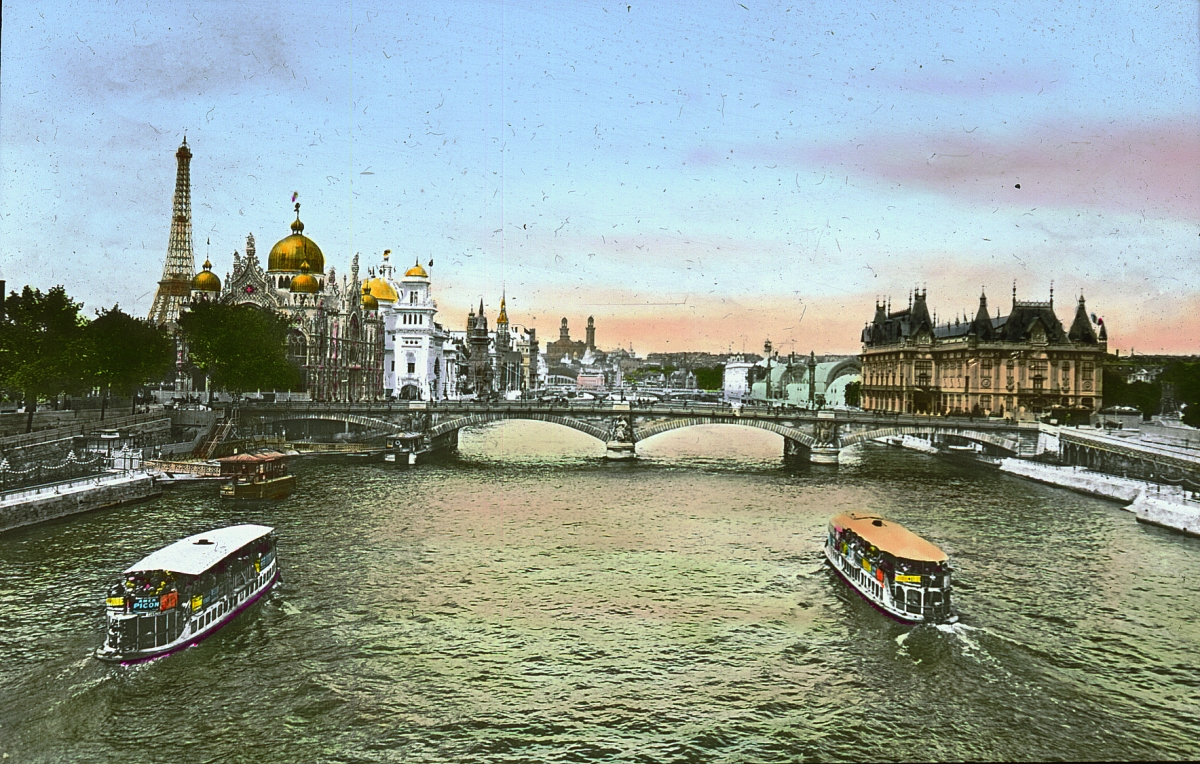
A híd az 1900-as világkiállítás idején
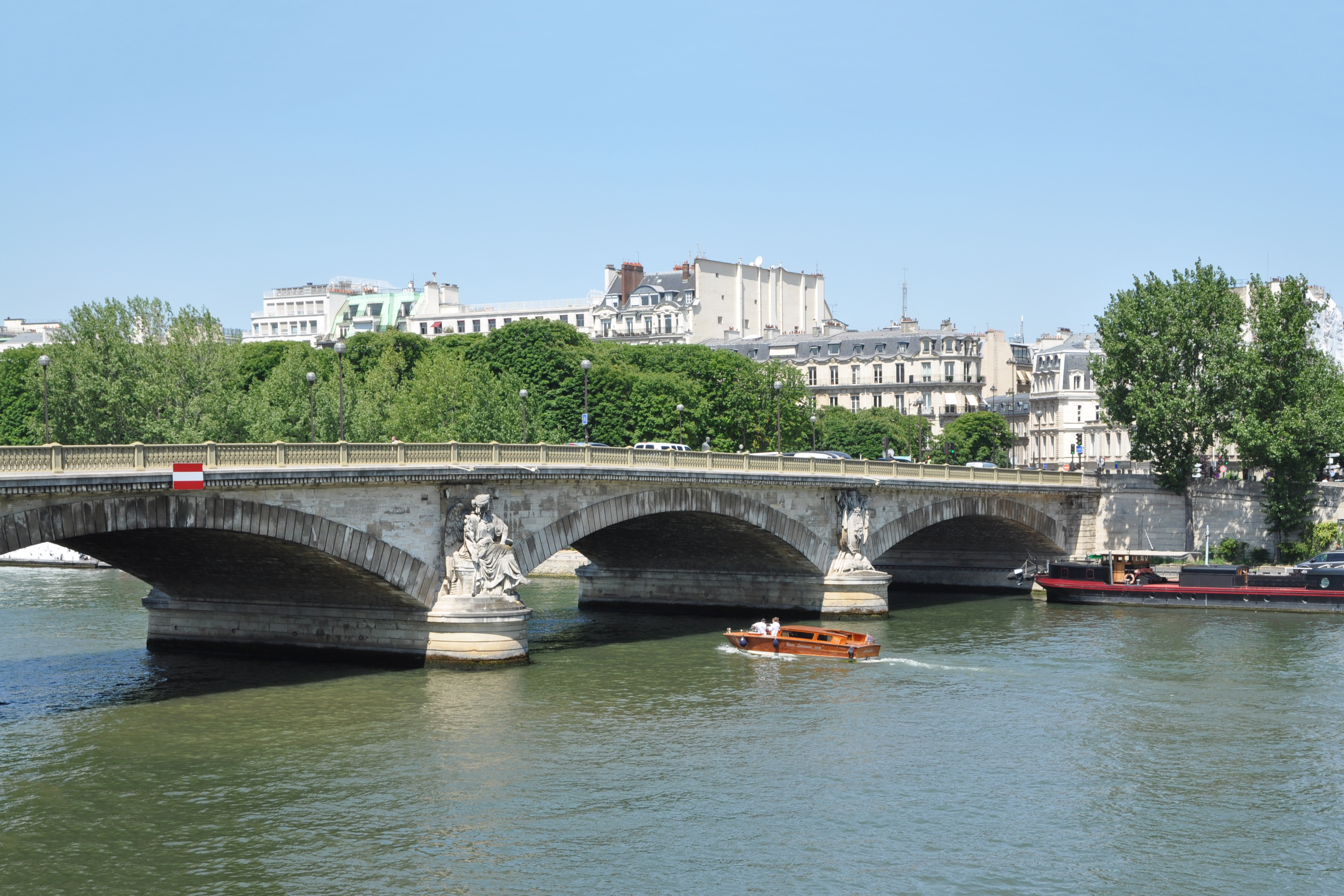
A híd keleti oldala
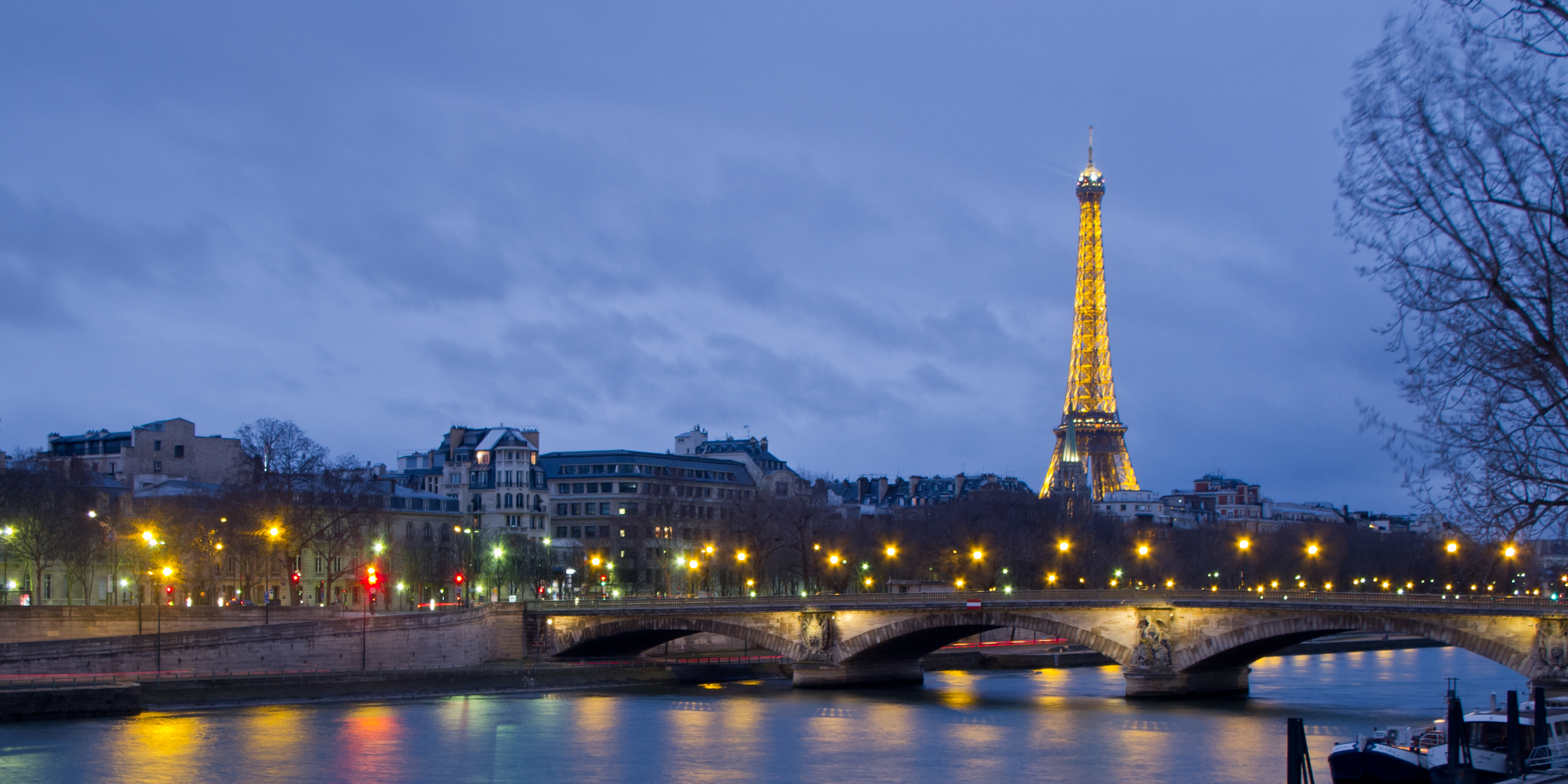
A kivilágított híd háttérben az Eiffel-toronnyal
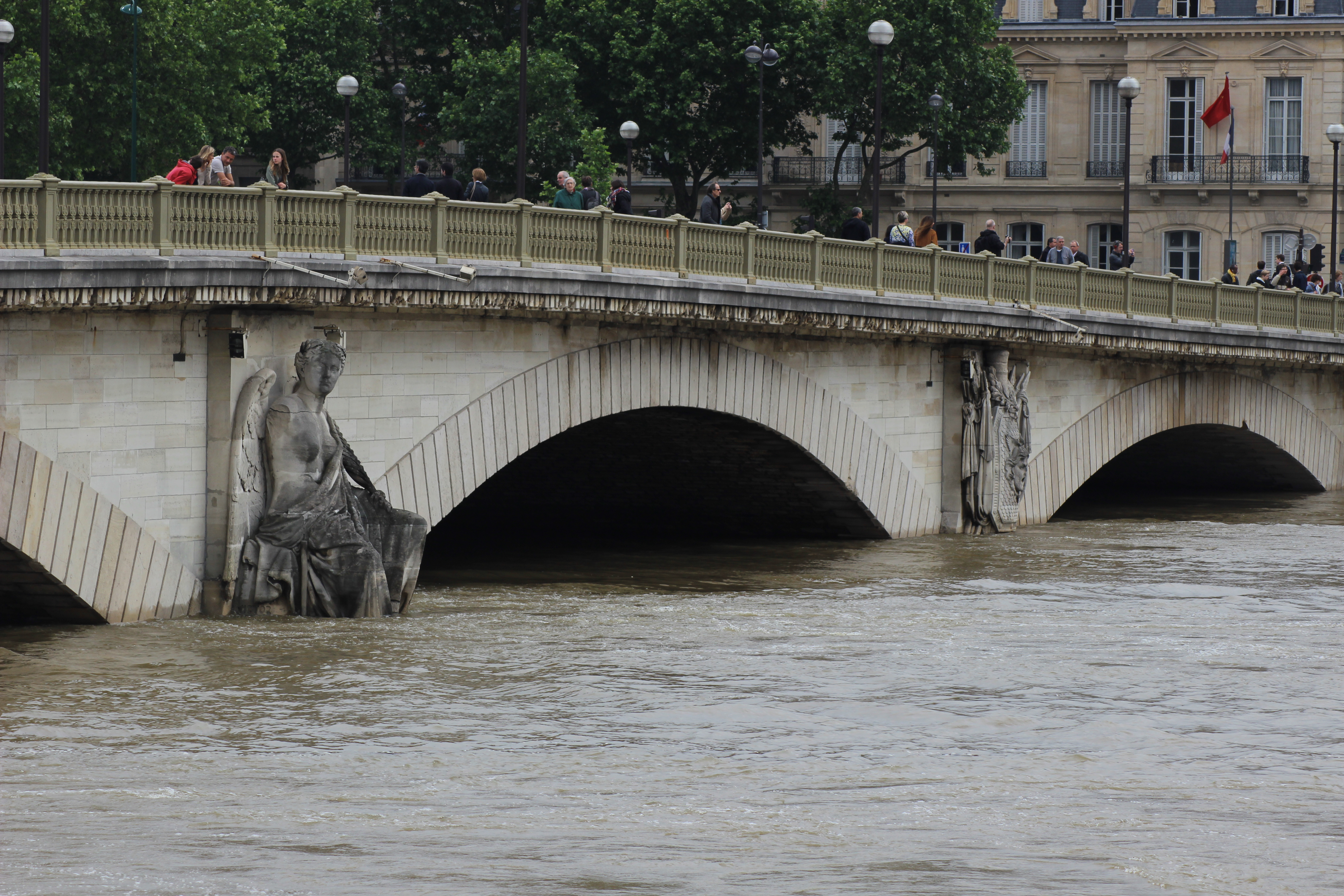
2016-os áradások
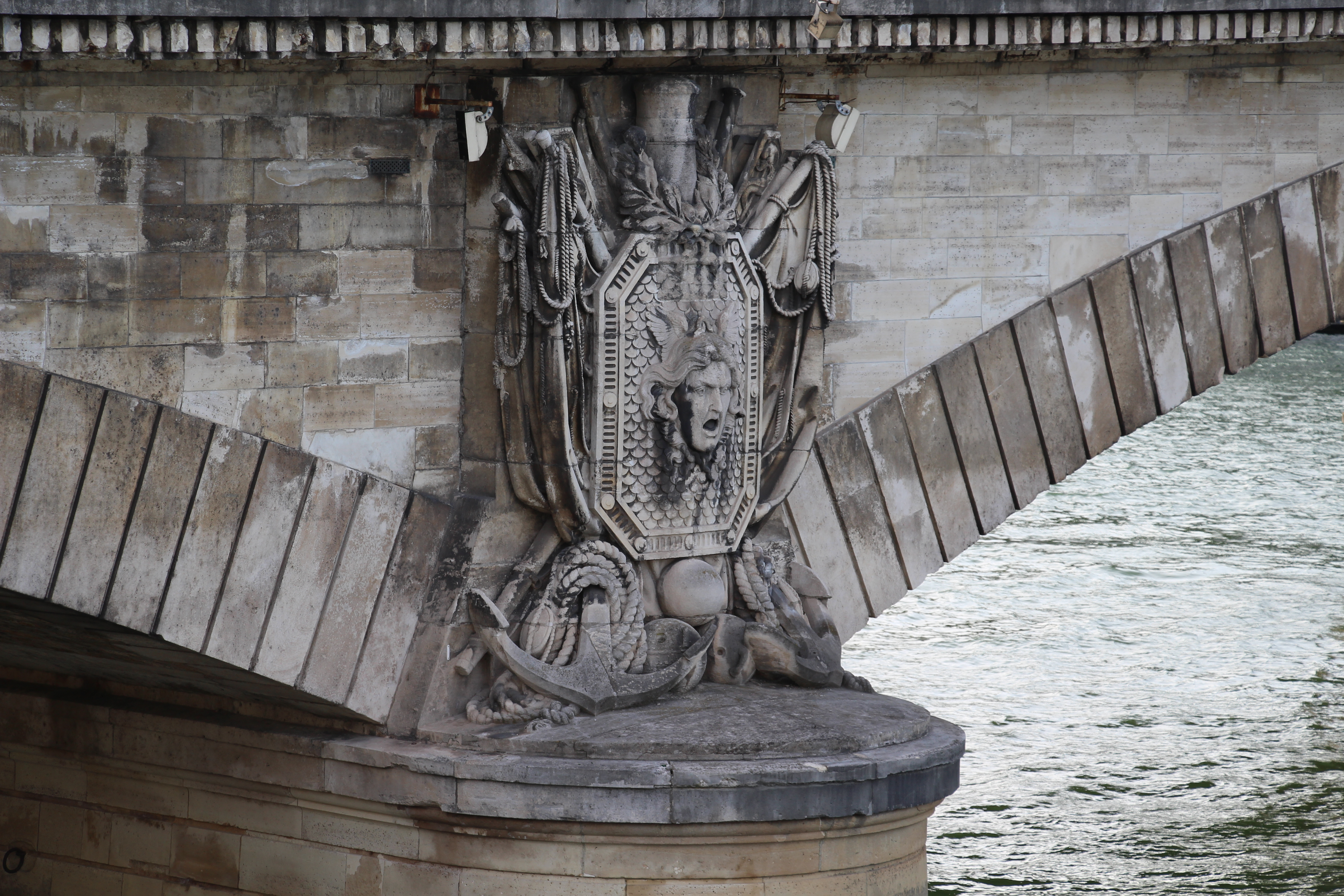
Dombormű a hídon
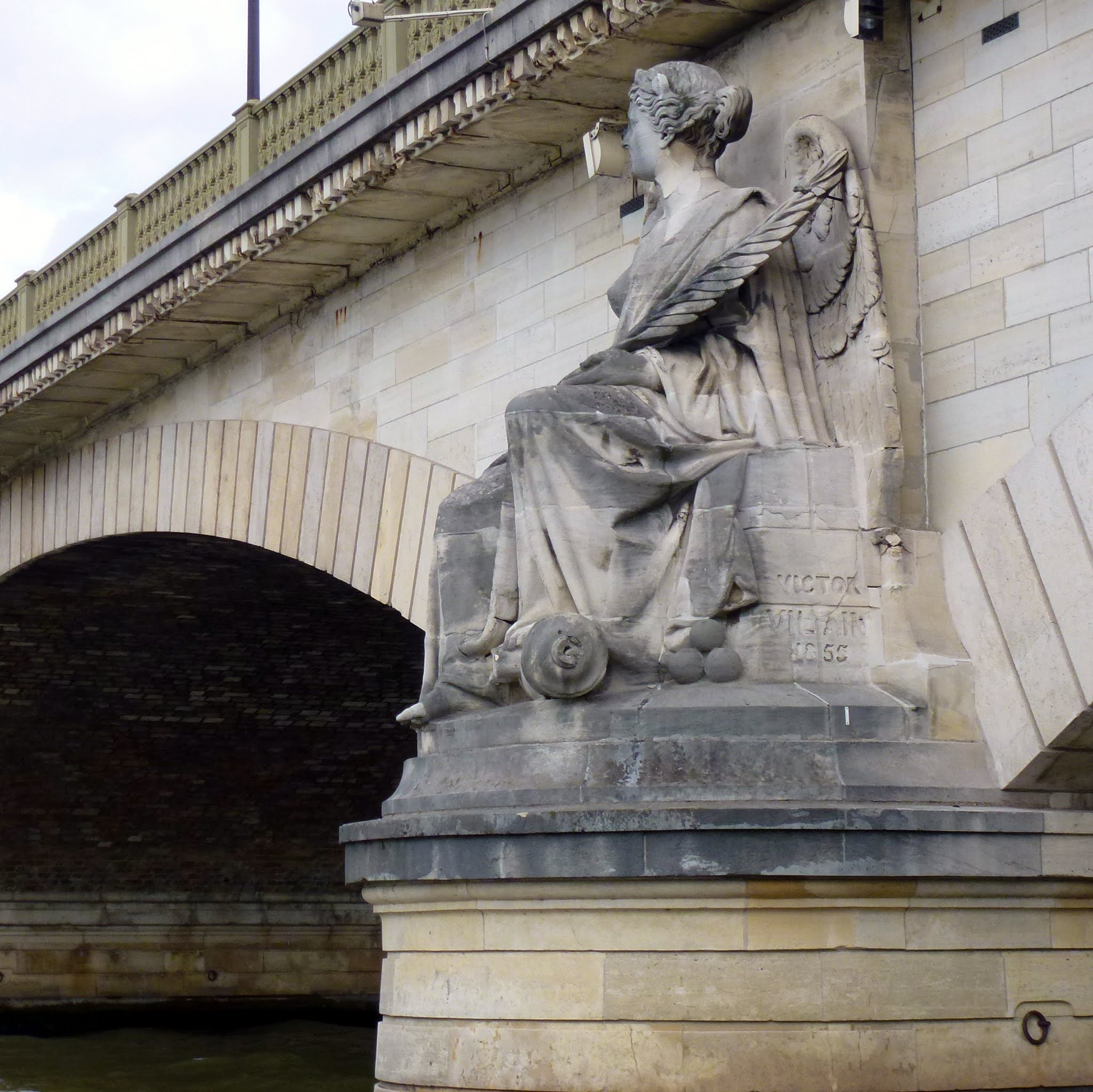
A szárazföldi győzelem szobra